# 坪頂苦苓林
坪頂苦苓林，原稱苦苓林，是台灣桃園市龜山區的一個傳統地域名稱，位於該區中部偏西北。相較於今日行政區，其範圍大致為公西里中部、大崗里的大坑路以北及大湖路以西地帶但不含西北端。

## 歷史
台灣清治末期至日治前期，坪頂苦苓林地區為一街庄，稱為「苦苓林庄」，隸屬於桃澗堡。該庄北與坑仔庄、南勢埔庄為鄰，東北與菜公堂庄為鄰，東南邊及南邊為大湖庄，西邊為南崁頂庄。
1901年（日治明治三十四年）11月，全台廢縣廳改設二十廳，該庄隸屬於桃仔園廳。1903年（明治三十六年），改名桃園廳。1909年（明治四十二年）10月，合併二十廳為十二廳，該庄隸屬不變。1920年（大正九年），該庄改制並改名為「坪頂苦苓林」大字，隸屬於新竹州桃園郡龜山庄。
戰後龜山庄改制為龜山鄉，隸屬於新竹縣，大字亦改制為村。1950年桃、竹、苗分治，龜山鄉改隸屬於桃園縣。2014年12月桃園縣升格為直轄桃園市，龜山鄉改制為龜山區。

## 交通
國道1號又稱「中山高速公路」，是台灣西部兩條縱向高速公路之一，大致以東西向經過坪頂苦苓林地區北部邊界地帶，並在文化一路、文化北路交會處設有林口交流道，由此進入可快速前往台灣西部各地。
區道桃6線（大坑路三段）是大竹至龜山大湖的道路，大致以西北西—東南東走向經過本地區南部邊界地帶。由該道路向西北西轉西南西再轉可前往大庄仔、大坑、南崁、大竹聚落並止於市道110號路口，向東南東轉東可前往坪頂並止於忠義路二段路口。